# Opera Śląska
Opera Śląska − polski teatr muzyczny założony w 1945 roku przez Adama Didura, z siedzibą w Bytomiu.
Siedzibą Opery Śląskiej w Bytomiu niemal od początku pozostaje gmach byłego Teatru Miejskiego, zbudowany w latach 1899–1901 według projektu berlińskiego architekta Alberta Bohma w stylu neoklasycystycznym, na 423 miejsca, który od swojej inauguracji 1 października 1901 roku służy sztuce teatralnej.

## Teatr Miejski w Bytomiu

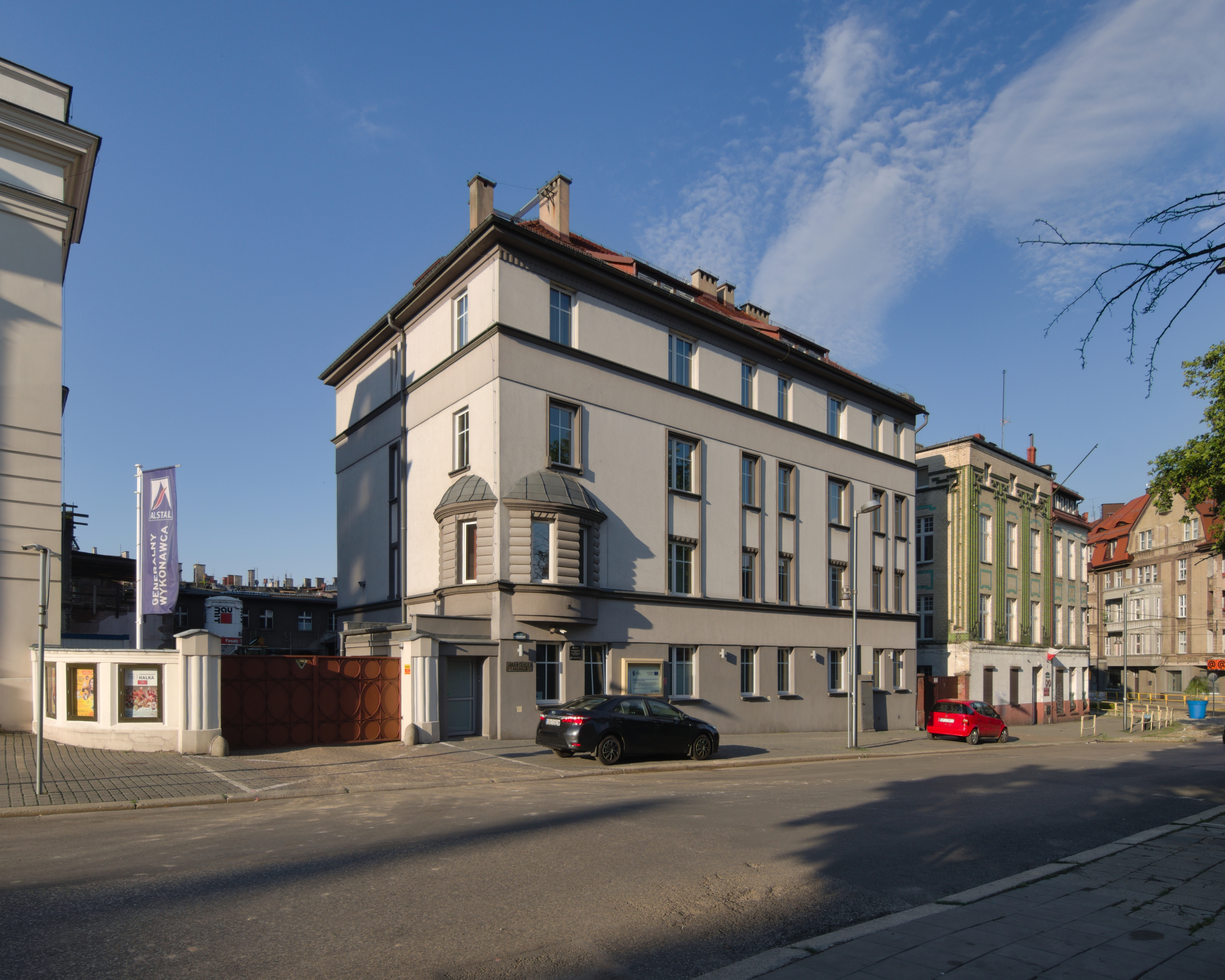
Budynek dyrekcji Opery Śląskiej (2022)

Fundatorem budynku Teatru Miejskiego (niem. Stadttheater) w Bytomiu był Franz Landsberger – bytomski filantrop, założyciel Beuthner Musikvereins (pol. Bytomskiego Towarzystwa Muzycznego). Otwarcie Teatru Miejskiego nastąpiło 1 października 1901 roku. Pierwszym dyrektorem był Hans Knapp w latach 1901–1925, następnie w latach 1925–1933 austriacki reżyser operowy – Walter Felsenstein. Teatr bytomski pod nazwą Oberschlesisches Landestheater pełnił funkcję Teatru Trzech Miast dla Bytomia, Gliwic i Zabrza. Od lat 30. XX wieku placówka prowadziła także własny teatr letni na wyjazdach w uzdrowiskach na Górnym Śląsku. Ostatnie przedstawienie niemieckiej sceny operowej (operetka Franza Lehára Hrabia Luksemburg) odbyło się 2 lipca 1944 roku. W Sali Koncertowej (niem. Concerthaus) odbywały się z reguły koncerty symfoniczne, w budynku teatralnym – poza spektaklami teatralnymi, wystawiano także repertuar operowy i operetkowy.
Repertuar operowy w języku polskim wystawiał w latach 30. XX wieku Teatr Miejski w Katowicach, który miał własny zespół operowy pod opieką śpiewaka i reżysera – Tadeusza Wierzbickiego.
Teatr nie został wprawdzie całkowicie zniszczony przez armię sowiecką, niemniej grabieże i dewastacje były poważne.

## Historia
Za oficjalną datę utworzenia Opery Śląskiej w Bytomiu przyjmuje się dzień premiery Halki Stanisława Moniuszki (14 czerwca 1945 roku w Teatrze Śląskim, a następnie w gmachu Opery), którą wystawił zespół utworzony i kierowany przez artystę Adama Didura. W okresie pierwszych miesięcy uformował się pod jego pieczą krąg solistów złożony z utalentowanych młodych artystów. W tym czasie Opera Śląska została wzmocniona przez znaczną część zespołów wygnanej ze Lwowa przez bolszewików i Armię Czerwoną Opery Lwowskiej. W roku 1945 przybyli ze Lwowa m.in.: Adam Kopciuszewski (do 1952 roku w Operze Śląskiej), Andrzej Hiolski (do 1963 roku w Operze Śląskiej), Franciszka Denis-Słoniewska, Maria Popowicz, Zofia Czepielówna, Jan Malec, Władysław Szeptycki, Piotr Barski, Antonina Kawecka, Franciszek Arno, Bolesław Fotygo-Folański, Jadwiga Lachetówna, Olga Szambrowska i in.
Zrealizowano tutaj w ciągu istnienia sceny ponad 250 premier oper, operetek i baletów. Zaprezentowano dzieła polskie obejmujące całokształt dorobku operowego Stanisława Moniuszki, utwory Karola Szymanowskiego, Ludomira Różyckiego, Witolda Rudzińskiego, Jana Adama Maklakiewicza, Józefa Świdra, Romualda Twardowskiego czy Tadeusza Bairda. Ponadto repertuar obejmuje znaczną liczbę oper Wolfganga Amadeusza Mozarta, najważniejsze dzieła Giuseppe Verdiego, niemal całą twórczość Giacomo Pucciniego i wiele dzieł reprezentatywnych dla muzyki XX wieku.

### Ważniejsze premiery w Operze Śląskiej
- 1950 – Opowieści Hoffmanna, Jacques Offenbach, reż. Jerzy Waldorff i Romuald Cyganik (libretto opracowali Jerzy Waldorff i Ludwik Jerzy Kern)
- 1955 – Zaczarowane koło, Jerzy Gablenz do libretta Lucjana Rydla, reż. Jerzy Zegalski (polska prapremiera)
- 1957 – Bolesław Śmiały, Ludomir Różycki, reż. Józef Wyszomirski (prapremiera powojenna)
- 1958 – Mądra(inne języki), Carl Orff (polska prapremiera), reż. Józef Wyszomirski
- 1962 – Hagith, Karol Szymanowski (prapremiera powojenna), reż. Stanisław Daszewski
- 1963 – Cyrano de Bergerac, Romuald Twardowski, reż. Zbigniew Sawan (prapremiera polska)
- 1966 – Zaręczyny w klasztorze, Siergiej Prokofjew, reż. Vladislav Hamsik (polska prapremiera)
- 1968 – Albert Herring(inne języki), Benjamin Britten (polska prapremiera), reż. Krystyna Sznerr
- 1970 – Magnus, Józef Świder z librettem Tadeusza Kaszczuka i Tadeusza Kijonki, reż. Bolesław Jankowski
- 1972 – Jutro, Tadeusz Baird, reż. Bogdan Hussakowski
- 1972 – Manon Lescaut, Giacomo Puccini, reż. Gustaw Holoubek, scenografia Xymena Zaniewska
- 1973 – Norma, Vincenzo Bellini (polska prapremiera powojenna – reż. Mieczysław Daszewski)
- 1973 – Medium(inne języki), Gian Carlo Menotti, reż. Maria Fołtyn (prapremiera polska)
- 1974 – Wit Stwosz, Józef Świder, z librettem Tadeusza Kijonki (w roku 1975 wystawiony też w Lublanie) – reż. Jerzy Rakowiecki
- 1975 – Don Pasquale, Gaetano Donizetti, reż. Olga Lipińska i scenografia Ewa Starowieyska
- 1978 – Salome, Richard Strauss, reż. Henryk Konwiński
- 1980 – Król Roger, Karol Szymanowski, reż. Ludwik René
- 1980 – Kościej Nieśmiertelny(inne języki), Nikołaj Rimski-Korsakow, reż. Henryk Konwiński (polska prapremiera)
- 1981 – Czarodziejski flet, Wolfgang Amadeus Mozart,  reż. Olga Lipińska
- 1983 – Nabucco, Giuseppe Verdi (polska prapremiera) reż. Lech Hellwig-Górzyński, wystawiony wielokrotnie na tournee w Niemczech i we Włoszech
- 1985 – wyjazdy do USA i Kanady (tournee, podczas którego wystawiono 10 spektakli Halki Stanisława Moniuszki w: Toronto, Buffalo, Cleveland, Detroit, Chicago, Milwaukkee)
- 1990 – Maksymilian Kolbe, Dominique Probst do libretta Eugène Ionesco, reż. Tadeusz Bradecki we współpracy z Krzysztofem Zanussim, i sceniczna wersja Requiem Romana Palestra (polska prapremiera, w 1990 wystawiona także we Lwowie w Operze Lwowskiej)
- 1994 – Ad Montes, balet Henryka Konwińskiego do muzyki Wojciecha Kilara
- 1996 – Pokój Saren (muz. Lech Majewski i Jan Skrzek, reż. Lech Majewski)
- 1999 – Don Giovanni, Wolfgang Amadeus Mozart (debiut reżyserski Wiesława Ochmana i scenografia Jerzego Dudy-Gracza)
- 2000 – Quo Vadis, Feliks Nowowiejski, do libretta Antonii Jungst, w reż. Zbigniewa Bogdańskiego, scenografia Ewa Starowieyska, choreografia Anna Mayer (premiera z okazji Jubileuszu 55-Lecia Opery Śląskiej)
- 2001 – Tannhäuser, Ryszard Wagner (premiera na 100-lecie Teatru w Bytomiu) reż. Laco Adamík
- 2005 – Muzeum histeryczne Mme Eurozy, Piotr Szmitke, (prapremiera polska) reż. Ingmar Villqist
- 2008 – Carmina Burana, Carl Orff, reż. Roberto Skolmowski
- 2008 – Łucja z Lammermooru, Gaetano Donizetti, reż. Bert Bijnen
- 2009 – Manru, Ignacy Jan Paderewski, reż. Laco Adamík
- 2011 – Maria Stuarda, Gaetano Donizetti, reż. Dieter Kaegi i scenogr. Bruno Schwengl
- 2016 – Ubu Król, Krzysztof Penderecki, reż. Waldemar Zawodziński
- 2017 – Moc przeznaczenia, Giuseppe Verdi, reż. Tomasz Konina
- 2017 – Romeo i Julia, Charles Gounod, reż. Michał Znaniecki
- 2018 – Don Desiderio, Józef Michał Poniatowski, reż. Ewelina Pietrowiak
- 2018 – Traviata, Giuseppe Verdi, reż. Michał Znaniecki
- 2019 – Don Kichot, Ludwig A. Minkus, reż. Henryk Konwiński
- 2019 – La serva padrona, G.B. Pergolesi, reż. Karolina Widera
- 2019 – Flis, Stanisław Moniuszko, reż. Michał Znaniecki
- 2019 – Napój miłosny, Gaetano Donizetti, reż. Karolina Sofulak
- 2020 – Callas. Master Class, Terrence McNally, reż. Robert Talarczyk
- 2021 – Requiem d-moll, W.A. Mozart, reż. Jacek Tyski
- 2021 – La rondine, Giacomo Puccini, reż. Bruno Berger-Gorski
- 2021 – Sól ziemi czarnej, spektakl baletowy na kanwie filmu Kazimierza Kutza, reż. Artur Żymełka
- 2022 – Pictures of Poland, spektakl baletowy inspirowany albumem Poland Tangerine Dream, reż. Artur Żymełka
- 2023 – Bal maskowy, Giuseppe Verdi, reż. Anna Wieczur
- 2024 – Makbet, spektakl baletowy z muzyką Giuseppe Verdiego, reż. Monika Myśliwiec
- 2024 – Poławiacze pereł, Georges Bizet, reż. Waldemar Zawadziński
- 2024 – Don Giovanni, W.A. Mozart, reż. Michał Znaniecki

Zrealizowano w ostatnich latach także dwa musicale: Phantom Maury Yestona i Arthura Kopita w reż. Daniela Kustosika (2011) i My Fair Lady Fredericka Loewe'go w reż. Roberta Talarczyka (2013).
Opera wydaje własne nagrania na płytach CD-ROM (Carmina Burana, Nabucco, Najpiękniejsze arie operowe i inne).
Scena słynie również z koncertów galowych transmitowanych w radiu i telewizji. Od pierwszych lat prezentowane są także dzieła baletowe – na scenie bytomskiej odbyła się pierwsza w Polsce po roku 1945 premiera baletu Pan Twardowski w realizacji Stanisława Miszczyka.
Opera Śląska w Bytomiu znana jest również poza granicami kraju. Gościła w Niemczech i we Włoszech, Holandii, Belgii i Danii, Francji, Hiszpanii, na Ukrainie i w Czechach. Jako jedyna scena operowa w Polsce odbyła dwukrotnie tournée po kontynencie amerykańskim prezentując Halkę Moniuszki na scenach Stanów Zjednoczonych Ameryki. Dobra frekwencja oraz specjalne spektakle pt. Spotkania z Operą dla młodzieży szkolnej wyróżniają ten teatr spośród innych w Polsce. Zespół Opery Śląskiej w Bytomiu dokonał wielu nagrań koncertowych.
Zespół Opery Śląskiej wystawia także spektakle operowe na scenie Teatru Śląskiego im. Stanisława Wyspiańskiego w Katowicach.
W 1955 roku w 10. rocznicę Polski Ludowej odznaczona została Orderem Sztandaru Pracy I klasy.
W operze odbywają się również koncerty w ramach Międzynarodowego Festiwalu im. Grzegorza Gerwazego Gorczyckiego.
Chór Opery Śląskiej w Bytomiu, jako jedyny zespół artystyczny z Polski, wziął udział w międzynarodowych obchodach 100-lecia zakończenia I wojny światowej. Uroczystości odbyły się 10 i 11 listopada 2018 roku w Paryżu.
Od 1979 Opera Śląska organizuje Ogólnopolski, a od 2004 Międzynarodowy Konkurs Wokalistyki Operowej im. Adama Didura.

## Gmach Opery Śląskiej
Gmach Opery Śląskiej to dwa połączone budynki – operowy i Sala Koncertowa (dawniejszy Dom Koncertowy – Concerthaus). W roku 1927 berliński architekt Hans Poelzig dokonał modernizacji i przebudowy Sali Koncertowej w stylu modernistycznym. W roku 2000 miał miejsce pożar tej sali, po którym (w roku 2005) przywrócono wygląd sprzed modernizacji Poelziga. Na ścianach odtworzono elementy sztukaterii wraz z obramieniami wypełnionymi materiałami. Wówczas też nad salą filharmoniczną zaprojektowano nowoczesną salę baletową.
Przed gmachem opery stoją dwa pomniki – popiersie Fryderyka Chopina (autorstwa Aleksandra Żurawińskiego, z r. 1957) i pomnik Stanisława Moniuszki autorstwa Tadeusza Sadowskiego.

### Wnętrza
W holu głównym znajduje się popiersie Adama Didura autorstwa Zbigniewa Dunojewskiego (z roku 1948). Są tu również popiersia wybitnych solistów operowych związanych z Operą Śląską: Bogdana Paprockiego i Andrzeja Hiolskiego (oba autorstwa Adama Myjaka), marmurowa tablica pamiątkowa Napoleona Siessa i dwa portrety dyrektorów opery – Włodzimierza Ormickiego (autorstwa Jana Nowaka) i Stefana Beliny-Skupiewskiego (autorstwa Stanisław Mazusia) odsłonięte w roku 2005 z okazji Jubileuszu 60-lecia Opery Śląskiej. Na piętrze natomiast znajduje się ekspozycja upamiętniająca pierwszą premierę Opery Śląskiej – Halkę Stanisława Moniuszki z czerwca 1945 roku. W gablocie znajdują się m.in. libretto opery, partytura, plakaty i afisze premierowe, kostiumy, fotografie, dokumenty upamiętniające to wydarzenie i związanych z nim: Adama Dobosza (reżysera), Jerzego Sillicha (pierwszego dyrygenta), Vittorię Calmę (Halka), Andrzeja Hiolskiego (Janusz), Lesława Finzego (Jontek) i Henryka Paciejewskiego. W drugiej gablocie umieszczone są pamiątki związane z Bogdanem Paprockim (fotografie, odznaczenia i ordery, dokumenty).
Z zbiorach Opery Śląskiej ponadto znajdują się inne portrety – Adama Didura (pędzla Mariana Wyrożemskiego) Vittorii Calmy Bogdana Paprockiego i Bolesława Fotygo-Folańskiego.
W gmachu Opery znajdują się także sale upamiętniające wybitne bytomskie osobowości operowe: Andrzeja Hiolskiego, Napoleona Siessa, Bogdana Paprockiego, Wiesława Ochmana i Henryka Konwińskiego.

## Dyrektorzy i kierownicy artystyczni Opery Śląskiej
- 1945-1946 – Adam Didur
- 1946-1953 – Stefan Belina-Skupiewski
- 1949-1950 – Tadeusz Bursztynowicz
- 1953-1963 – Włodzimierz Ormicki
- 1963-1967 – Napoleon Siess
- 1967-1971 – Bolesław Jankowski
- 1971-1986 – Napoleon Siess
- 1987-1988 – Jerzy Salwarowski
- 1989-1991 – Karol Stryja[5]
- 1989-2016 – Tadeusz Serafin[6]
- 2016 – Łukasz Goik[6]